# Bócsa
Bócsa è un comune dell'Ungheria situato nella contea di Bács-Kiskun, nell'Ungheria meridionale di 1 816 abitanti (dati 2009)

## Società

### Evoluzione demografica
Secondo i dati del censimento 2001 il 98,8% degli abitanti è di etnia ungherese, lo 0,2% di etnia tedesca

### Religione
Dal punto di vista religioso la popolazione si dichiarò:
- Cattolica - 73.4%
- Luterana - 9.4%
- Presbiteriana - 8.7%
- Altre religioni - 0.4%
- Atei - 8.1%